# Norra skogens naturreservat
Norra skogens naturreservat är ett naturreservat i Haninge kommun i Stockholms län.
Området är naturskyddat sedan 2024 och är 389 hektar stort. Reservatet ligger på norra delen av Ornö och består av hällmarkstallskog, kala bergspartier, grövre barrblandskog, sumpskogar och våtmarkspartier, dessutom en stor del av Nybysjön.